# الجزيرة (جريدة سعودية)
صحيفة الجزيرة السعودية صحيفة يومية تصدر عن مؤسسة الجزيرة للصحافة للطباعة والنشر ومقرها الرياض، أسسها عبد الله بن محمد بن خميس وعبد العزيز بن عبد الله الربيعي عام 1960 الموافق لعام 1379هـ. يرأس تحريرها الآن خالد المالك.
تمتلك صحيفة الجزيرة نخبة من الكتاب المحليين والعرب الذين جذبت كتاباتهم العديد من شرائح المجتمع السعودي بالإضافة لذلك تعتبر صحيفة الجزيرة هي أول صحيفة عربية تنشر في صدر صفحتها الأولى أرقام مبيعاتها.

## معلومات عامة

### * النشأة
بموجب المرسوم الملكي رقم 62 الصادر في 24/8/ 1383هـ تم تحويل مجلة (لجزيرة) الشهرية السعودية التي أسسها الأديب السعودي الراحل الشيخ عبد الله بن خميس إلى صحيفة أسبوعية تصدر عن مؤسسة الجزيرة للطباعة والنشر، تحمل الاسم نفسه، وبعد تحقيق الصحيفة الأسبوعية رواجاً واسعاً على مدار ثماني سنوات، صدر فجر الأربعاء 12 شعبان 1392هـ الموافق 20 سبتمبر 1972م العدد الأول من صحيفة الجزيرة اليومية، أقدم صحف العاصمة السعودية الرياض على الإطلاق، وإحدى أعرق الصحف السعودية.
في قدمها أمام جميع المنشآت الصحفية في المملكة وحققت الجزيرة الأسبقية التقنية الأولى في تاريخ الصحافة السعودية عندما وطنت تقنية الإنترنت قبل دخولها إلى المملكة رسمياً فكانت أول صحيفة سعودية على شبكات الإنترنت حين انطلق موقعها على الإنترنت عام 1997م، بالإضافة إلى جوال الجزيرة، صحيفة الجزيرة أونلاين، تطبيق AL-jazirah Plus، تطبيق AL-jazirah snap، صفحة الجزيرة على موقع التواصل الاجتماعي Face book، صفحة الجزيرة على موقع التواصل الاجتماعي Twitter أحد الحسابات العشر الأكثر تأثيراً على مستوى المملكة في الموقع، صفحة الجزيرة على Google Pluss، فضلاً عن عدد غير مسبوق من الخدمات التقنية، تصدرت بها (الجزيرة) سباق التقنية الذي بدأته وتختمه بانفراد تام، في ظل هاجس تطبيقات التقنية القديم الجديد الذي يهيمن على فكر القائمين على صحيفة الأجيال والأيديولوجيات والعصور التي كسرت حاجز الرهبة العامة التي تكتنف الصحف السعودية دون الإفصاح عن أرقام التوسيع، مرسية مبادئ عهد جديد من الشفافية والإفصاح في الوسط الصحفي السعودي، بالحصول على عضوية منظمة BPA عام 2009م، وبموجب هذه العضوية تخضع (الجزيرة) أرقام توزيعها لمراقبة المنظمة الوحيدة العاملة في مجال التحقق من الانتشار على مستوى العالم، وفق معايير متفق عليها عالمياً. وكانت (الجزيرة) قبلاً، وعلى وجه التحديد عام 2008م انتهجت إعلان حجم مبيعاتها واشتراكاتها ورجيعها اليومي على صفحتها الأولى، وفق شهادة يومية تحصل عليها من الشركة.

#### إصدارات الجزيرة
على امتداد مسيرة عقود سريعة النمو قدمت مؤسسة الجزيرة الصحفية قائمة من الإصدارات المطبوعة والإلكترونية، أثرت بها الواقع الصحافي بالمملكة العربية السعودية، ولاسيما أنها حققت في كثير منها سبقاً مهنياً، سجل باسم المؤسسة في مسيرة الصحافة السعودية.

#### إصدارات مطبوعة
أكثر من إصدار مطبوع قدمته الجزيرة، بعضها أثرت به الوسط الصحفي والقارئ السعودي عدداً من الأعوام، قبل أن يتوقف عن الصدور لإحلال إصدار جديد أكثر تطوراً مكانه، ضمن برامج المؤسسة التطويرية، وبعضها ما زال قائماً.

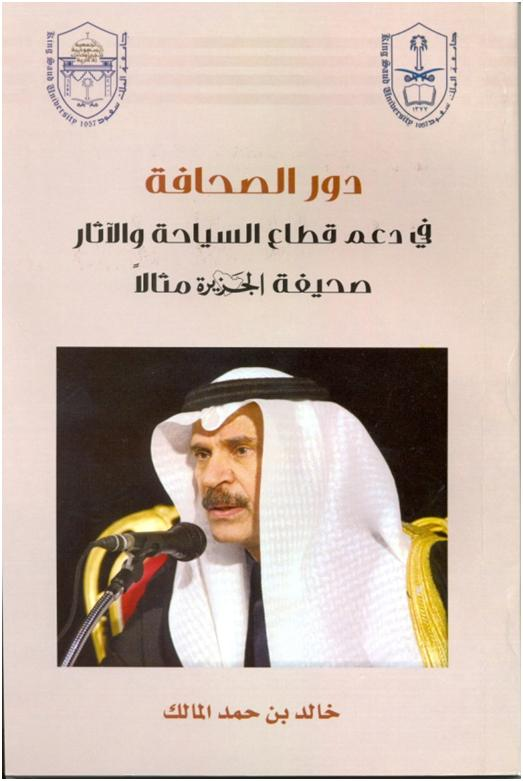
من إصدارات صحيفة الجزيرة

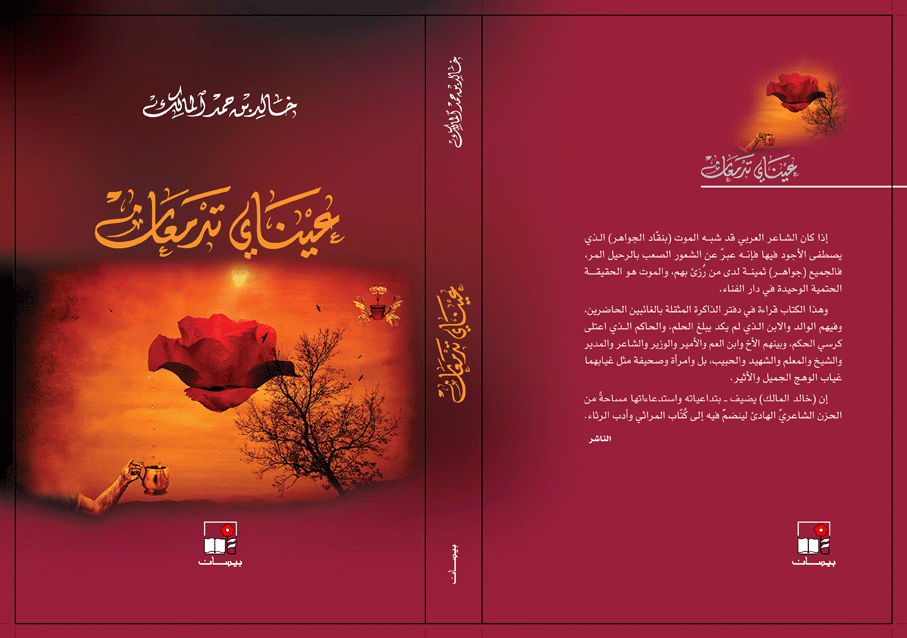
عيناي تدمعان

#### المسائية
أصدرت الجزيرة أول صحيفة مسائية يومية في محرم 1402هـ / نوفمبر 1981م، ثم توقفت عن الصدور في 19 إبريل 2001م لأسباب مالية

#### مجلة الجزيرة
مجلة متنوعة وشاملة ذات طابع علمي توثيقي تميزت خلال فترة صدورها

#### مجلة العالم الرقمي
ظل هذا الإصدار خلال فترة صدوره، يعنى بكل ما له صلة بثورة الاتصالات وتقنية المعلومات بتميز مهني، بهدف ردم الفجوة القائمة في هذا النمط من الصحافة، متوخية احتياجات القراء العصرية فيظل التطور المتسارع بالتكنولوجيا والاختراعات الحديثة من أجهزة كمبيوتر وهواتف وغيرها فقد تم تخصيص هذا الباب لتسهيل العثور على المعلومة المناسبة لما يبحث عنه القارئ، فضمت في طياتها: الأخبار والتقارير، أمن رقمي، جوالات وكاميرات، لاب وديسك توب، ألعاب، برامج، معارض تقنية، ولا يخفى على القارئ ما تعنيه أسماء هذه الصفحات المتفرعة من صفحة العالم الرقمي. إلى أن ظهرت إصدارات الجزيرة الإلكترونية التي غطت هذا الاحتياج مع احتياج المادة المنوعة التي كانت توفرها (مجلة الجزيرة) أيضاً، بالإضافة إلى إثراء الصفحات الداخلية في الصحيفة الورقية بصفحات تلبي احتياج قارئها من المواد الخفيفة التي اعتادها في مجلة الجزيرة.

#### المجلة الثقافية
تتناول الشأن الثقافي بمستوى مهني وعلمي رفيع، وتطرح الفكر والفن والأدب بأسلوب عصري هادف يغذي الجيل فكرياً وثقافياً. ومازالت تؤدي دورها بشمولية وعمق في إثراء الواقع الثقافي في المملكة، بجميع ما يخص صناعة الثقافة والأدب والنقد والفن التشكيلي.

#### مجلة نادي السّيارات
تناول هذا الإصدار خلال فترة صدوره كل جديد في عالم السيارات، وكلّ ما يتعلق بالتثقيف في مجال السيارات ومستلزماتها، بمستوى مهنيّ وحرفي عال، وكان الجميع ينظر إلى (نادي السيارات) بوصفها صحيفة مستقلة، فقد روعي في تبويبها أن تشمل كل ما يلبي حاجة القارئ إلى معلومات خاصة بمجال السيارات، بداية من الأخبار مروراً بالتوعية المرورية، بالسلامة وتغطية الفعاليات والمعارض الدّولية والمحلية والتقنيات وحتى الاستشارات وسيارات المستقبل والسباقات والراليات وصولاً إلى الإطارات وأنواع الزيوت واللقاءات مع المهتمين بعالم السيارات، وكانت الجزيرة بذلك الصحيفة السعودية الوحيدة التي تقدم لقارئها هذا العمل الصحفي المتميز.

#### الإعلانية
إصدار إعلاني أسبوعي ملون بحجم التابلويد صدر مطلع عام 2010م تحت اسم (الإعلانية)، يطبع في مطابع الجزيرة ويوزع مجاناً مع صحيفة الجزيرة.

#### سلسلة الكتاب الذهبي
من بين الإصدارات المتخصصة التي دأبت الجزيرة على إطلاقها، سلسلة الكتاب الذهبي لكبار الشخصيات عن قيادات المملكة وبعض الشخصيات العربية والإسلامية المؤثرة في صنع القرار والتي أسهمت بشكل كبير في رسم مستقبل الأمة، وصدر منها حتى الآن:
الكتاب الأول: حبيب الشعب. الملك فهد بن عبد العزيز آل سعود
الكتاب الثاني: ملك نحبه.. الملك عبد الله بن عبد العزيز آل سعود.

#### إصدارات إلكترونية
صحيفة (الجزيرة أونلاين): موقع إخباري متجدد، ينقل الحدث لحظة بلحظة، مستخدماً شبكة خاصة من المراسلين الشباب. يعتمد الموقع في تصميمه، أحدث ما وصلت إليه المواقع الإخبارية العالمية؛ ويوفر للمتصفح كل الخيارات التي تجعله متفاعلاً مع الحدث وشريكاً في صناعة المحتوى.
موقع عقاراتكم: مجلة متخصصة تهتم بتقديم جميع ما يخص الشأن العقاري، بالإضافة إلى خدمة التسويق العقاري.
موقع (سياراتكم): مجلة متخصصة تعني بجديد عالم السيارات في العالم والمملكة، بالإضافة إلى خدمات بيع السيارات وشرائها على صفحات العروض المخصصة لذلك بالمجلة.
	مجلة (روج): مجلة منوعة تهتم بجميع ما يخص المرأة والصحة والتغذية والأناقة والفن.

#### تطبيقات رقمية
-	خدمة (الجزيرة تكر): برنامج يتيح لزائر الموقع الحصول على الأخبار فور بثها.
-	خدمة (الجزيرة RSS): تتيح الأخبار للمتصفحين فور ورودها من دون الدخول للموقع.
-	خدمة القوائم البريدية للمشتركين: تؤمن وصول إضبارة إخبارية يومية لمشتركي الجزيرة على عناوينهم البريدي الإلكترونية.
-	خدمات؛ معرفة مواعيد الصلاة، أسعار صرف العملات، أحوال الطقس، البحث بلا حدود، قضية وتصويت، إبحار وأكثر من خيار، تابع اشتراكك، السداد الإلكتروني.
-	جوال الجزيرة: عاجل – الأخبار الرياضية – مال وأعمال – فن – المعلومات.
-	خدمة تداول الأسهم.
-	السوق المفتوحة.
-	صحافة الجوال: تتيح للقارئ قراءة الصحيفة كاملة بموضوعاتها وإعلاناتها على هاتفه.
-	(الجزيرة) على الحاسب الكفي.
-	المنتدى الهاتفي للتفاعل مع الجمهور.
-	خدمة (SMS): للتواصل بين القراء وكتاب الصحيفة.
-	خدمة Jazping المجانية للتواصل مع الكتاب من خلال أجهزة البلاكبيري.
-	خدمة press point لشراء صحيفة الجزيرة من مكائن الطباعة الذاتية في أكثر من (55) دولة حول العالم.
-	الجزيرة على مواقع التواصل الاجتماعي: أتاحت صحيفة الجزيرة قنوات تواصل جديدة مع قرائها على مواقع التواصل الاجتماعي بإنشائها صفحات وحسابات خاصة على مواقع التواصل الاجتماعي؛ فيسبوك Facebook، وتويتر Twitter، وجوجل بلس Google Plus، وواتس آب Whatsapp، وغيرها. وفي فترة وجيزة حققت هذه الحسابات نسبة متابعة عالية؛ إذ تعد (الجزيرة) الآن من بين الأكثر تأثيراً على موقع التواصل الاجتماعي تويتر.
بالاضاف للعديد والعدي ون البرامج

#### إصدارات مسموعة
أوجدت مؤسسة الجزيرة، وضمن مساعي المؤسسة إلى شمول جميع شرائح المجتمع وفئاته برسالتها الصحفية، منتجاً إعلامياً يخدم ذوي الاحتياجات الخاصة بسهولة، إذ يبث ملخصاً مختصراً عن أهم الأخبار المنشورة بالصحيفة اليومية في جميع المجالات المحلية والسياسية والرياضية والاقتصادية والمنوعات، ويتم تحديث الأخبار بشكل يومي. وتأتي هذه الخدمة بوصفها نواة لقنوات إعلامية مبتكرة تسعَى (الجزيرة) إلى تقديمها في منتجات جديدة لهذه الشريحة وغيرها من الشرائح التي تحتاج إلى برامج ذات طبيعة خاصّة.

#### شخصيات (الجزيرة)
- مؤسس (الجزيرة) عبد الله بن خميس:

كان مثابرا في حياته
في نهاية عام 1373هـ - 1953م عين مديرا لمعهد الإحساء العلمي فأبدى هناك نشاطا علميا وأدبيا وإداريا. وفي عام 1375هـ - 1955م عين مديرا لكليتي الشريعة واللغة بالرياض. وفي عام 1376هـ - 1956م عين مديرا عاما لرئاسة القضاء بالمملكة العربية والسعودية. وفي عام 1381هـ - 1961م صدر مرسوم ملكي بتعيينه وكيلا لوزارة المواصلات في المملكة العربية السعودية. وفي عام 1386هـ - 1966م عين رئيسا لمصلحة المياه بالرياض. وفي عام 1392هـ - 1972م قدم عبد الله بن خميس طلبا للإحالة للتقاعد للتفرغ للبحث والتأليف. عضو في كل من: - مجمع اللغة العربية بدمشق. - مجمع اللغة العربية بالقاهرة. - المجمع العلمي العراقي. - مجلس الإعلام الأعلى. - مجلس إدارة دارة الملك عبد العزيز. - مجلس إدارة المجلة العربية. - مجلس إدارة مؤسسة الجزيرة للصحافة والطباعة والنشر. - جمعية البر بالرياض وهو أول رئيس للنادي الأدبي بالرياض نائبا للأمير سلمان بن عبد العزيز في اللجنة الشعبية لرعاية أسر ومجاهدي فلسطين. - وفي عام 1379هـ - 1959م أصدر مجلة الجزيرة ويعد من مؤسسي الصحافة في المملكة العربية السعودية، وفي نجد على وجه الخصوص، وقد تحولت مجلة الجزيرة بعد ذلك إلى جريدة يومية. مثل المملكة العربية السعودية في عدة مؤتمرات أدبية وعلمية. وله العديد من المشاركات الإذاعية والتلفزيونية ومنها برنامجه الإذاعي الذي استمر لمدة أربع سنوات (من القائل) وبرنامجه التلفزيوني مجالس الإيمان. - وقد نشرت له الصحافة السعودية والعربية العديد من البحوث والمقالات. حاز على جائزة الدولة التقديرية في الأدب في عام 1403هـ - 1982م ومنح وشاح الملك عبد العزيز من الدرجة الأولى في الشخصية الثقافية المكرمة في مهرجان الجنادرية السابع عشر وذلك عام 1422هـ - 2002م. حصل على وسام تكريم وميدالية من مجلس التعاون الخليجي في مسقط عام 1410هـ - 1989م. حصل على وشاح فتح وميدالية من منظمة التحرير الفلسطينية. حصل على وسام الشرف الفرنسي من درجة فارس قلده إياه الرئيس الفرنسي (فرانسوا ميتران). حصل على وسام الثقافة من تونس قلده إياه الرئيس الحبيب بورقيبة. نال شهادة تكريم من أمير دولة البحرين الشيخ/ عيسى بن سلمان آل خليفة بمناسبة الاحتفاء برواد العمل الاجتماعي من دول الخليج عام 1407هـ - 1987م. حصل على العديد من الجوائز والميداليات في والشهادات والدروع في محافل ومناسبات عديدة.
أثرى المكتبة العربية بعشرات الكتب في الأدب والشعر والنقد والتراث والرحلات، منها: تاريخ اليمامة، المجاز بين اليمامة والحجاز، على ربى اليمامة، من القائل، معجم اليمامة، معجم جبال الجزيرة، معجم أودية الجزيرة، معجم رمال الجزيرة، راشد الخلاوي، الشوارد، من أحاديث السمر، الدرعية، شهر في دمشق، محاضرات وبحوث، من جهاد قلم، فواتح الجزيرة، أهازيج الحرب أو شعر العرضة، الأدب الشعبي في جزيرة العرب، بلادنا والزيت، الديوان الثاني، رموز من الشعر الشعبي تنبع من أصلها الفصيح، جولة في غرب أمريكا، تنزيل الآيات، إملاء ما من به الرحمن، أسئلة وأجوبة.
توفي الشيخ ابن خميس يوم الأربعاء 15 جمادى الآخرة 1432 الموافق 18 مايو 2011 بعد حياة حافلة بالعلم والعطاء.

##### رئيس التحرير خالد بن حمد المالك
خالد بن حمد المالك، رئيس تحرير صحيفة الجزيرة، رئيس مجلس إدارة هيئة الصحفيين السعوديين.
- ولد في مدينة الرسّ بالقصيم عام 1363هـ – 1944م.
- درس المرحلة الابتدائية في مسقط رأسه (الرس).
- وأكمل دراسته في مديـنة الرياض.
- تلقى دورات تعليمية في كل من المملكة والولايات المتحدة الأمريكية.
- عمل موظفاً في عدد من الجهات الحكومية كوزارة التجارة وديوان المظالم.
- بدأ العمل في الصحافة محرراً في كل من مجلة اليمامة وصحيفة الجـزيرة.
- كتب في أغلب الصحف السعودية.
-	أجرى عدد من اللقاءات والحوارات الصحفية مع ملوك ورؤساء دول عربية وأجنبية.
- تولى رئاسة تحرير صحيفة الجزيرة عام 1392هـ – 1972م ولمدة ثلاثة عشر عـامـاً تقريبـاً، تحولت خلال رئاستـه لهـا من صحيفة أسبـوعية إلى صحيفة يومية.
- تبنى إصدار صحيفة المسائية اليومية عام 1402هـ 1982م وأشرف على تحريرها في بداية صدورها وظلت الصحيفة تصدر يومياً عن مؤسسة الجزيرة للصحافة والطباعة والنشر حتى عام 1422هـ – 2001م حيث احتجبت عن الصدور.
-	عضو مجلس إدارة مؤسسة الجزيرة للصحافة والطباعة النشر.
-	عضو عدد من المجالس في بعض الشركات المساهمة والجهات الإعلامية.
-	عضو في عدد من مجالس إدارات المؤسسات والجمعيات الخيرية والتعليمية.
-	كُـلِّفَ بإنشاء الشركة الوطنية الموحدة للتوزيع التي تملكها المؤسسات الصحفية عام 1404هـ - 1983م، وعُيـِّنَ مـديراً عـاماً لهـا وعضواً في مجلس إدارتها لمدة ست سنوات.
-	مثل المملكة في عدد من المؤتمرات، وشارك في بعض الندوات الثقافية وألقى بعض المحاضرات داخل المملكة وخارجها.
-	صـدر له ثلاثة كتب خلال السنوات العشر المـاضية، وشارك في تأليف كتاب رابع مع آخرين، وكتب مقدمات لعدد من الكتب بطلب من مؤلفيها.
- عاد في 1419هـ – 1999م ليتولى رئاسة تحرير صحيفة (الجـزيرة) مرة أخرى بعد ابتعاد عنها لأكثر من خمسة عشر عـاماً ولا يزال على رأس العمل.
-	مع عودته تبنـى إصدار أربع مـجلات أسبوعية على شكل ملاحـق تـوزع مع صحيفة الجزيرة، وهي مجلة الاتصالات والعالـم الرقمي والمجـلة الثـقافية ومـجلة الجزيرة، ومجلة نادي السيارات.
-	انتُـخِب نائباً لرئيس مجلس إدارة هيـئة الصحفيين السعوديين في أول تشكيل لـها عام 1425هـ الموافق 2004م - 2016
```
- انتخب رئيسا لمجلس إدارة هيئة الصحفيين السعوديين عام 2016 - ولا يزال رئيسا له حتى تاريخه.
```

-	انتُـخِب رئيـساً لمجلس إدارة مدارس الرياض الذي يتولى خادم الحرمين الشريفين الملك سلمان بن عـبدالعزيز رئـاستها الفخـرية عام 1425هـ - 2004
-	عضو شرف في عدد من الجمعيات الرسمية وبينها الجمعية السعودية للإدارة.

##### المدير العام عبد اللطيف بن سعد العتيق
الميلاد:

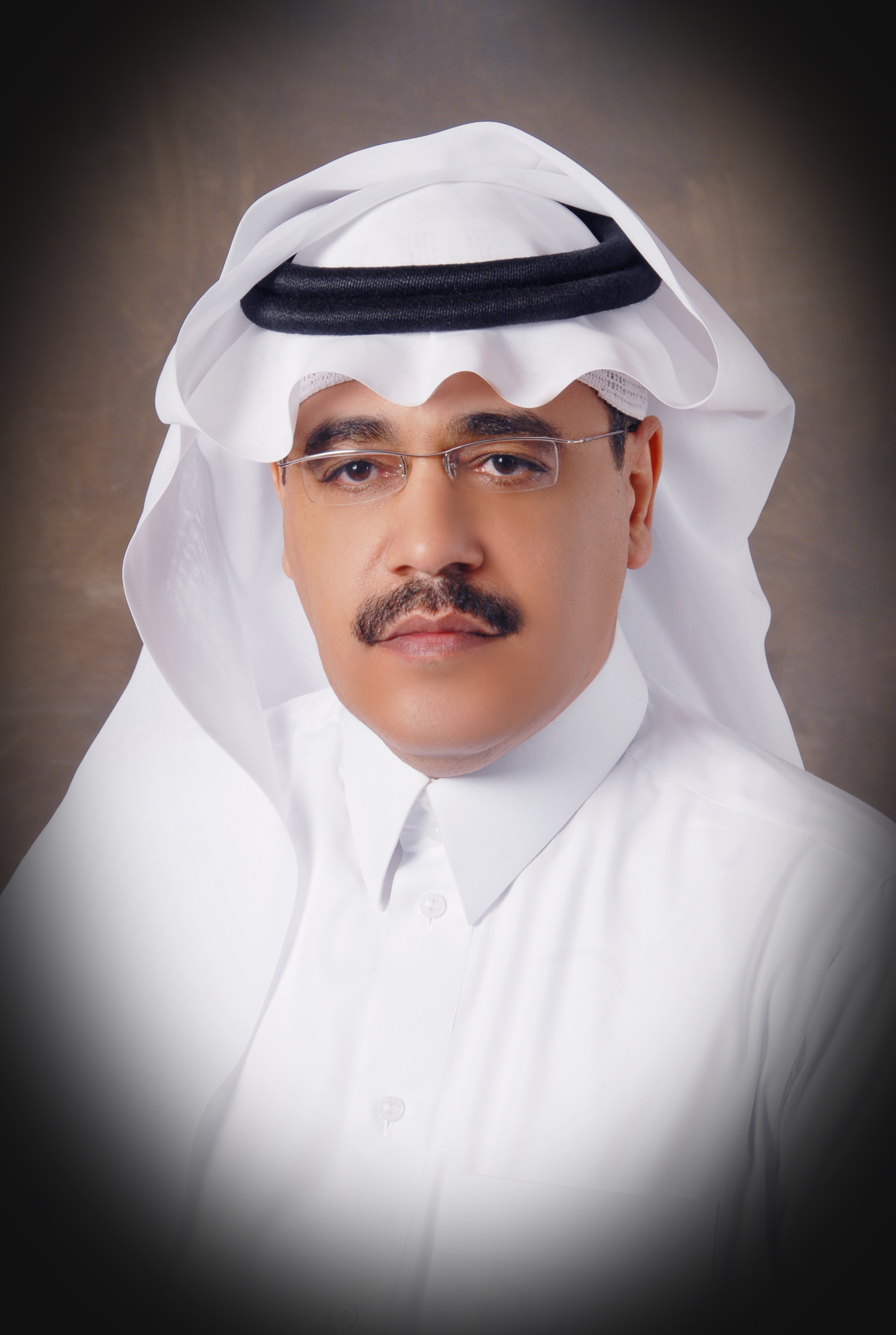
عبداللطيف بن سعد العتيق

من مواليد 1/7/1383 هـ الموافق 18/11/1963م.
المؤهلات العلمية:
	بكالوريوس العلوم الإدارية والتخطيط تخصص MIS (نظم المعلومات الإدارية) 1988م.
	دبلوم عالي في نظم المعلومات الإدارية من الولايات المتحدة الأمريكية- فرجينيا.
دبلوم عالي في برمجة وتشغيل الحاسبات الآلية من الولايات المتحدة الأمريكية- فرجينيا.
	حلقات دراسية في تطوير نظم الاتصالات الإدارية من الولايات المتحدة – ميريلاند.
دورة في اللغة الإنجليزية في جامعة جورج تاون بالولايات المتحدة الأمريكية- واشنطن.
الخبرات والإنجازات:
مدير عام مؤسسة الجزيرة للصحافة والطباعة والنشر من 11/3/2008م حتى تاريخه.
	نائب رئيس التحرير بصحيفة الجزيرة خلال الفترة من 20/4/2002م حتى 10/3/2008م.
	مدير إدارة مركز مؤسسة الجزيرة الصحفية للتدريب والتطوير من 1/12/1998م حتى 10/3/2008م.
	مدير إدارة المعلومات والحاسب الآلي بمؤسسة الجزيرة من 1/12/1998م حتى 19/4/2002م.
	مدير إدارة المعلومات -وزارة الثقافة الإعلام خلال الفترة من 21/6/1993م لغاية 18/3/1999م.
	محلل/ومبرمج أنظمة -وزارة الثقافة الإعلام خلال الفترة من 12/12/1988م لغاية 20/6/1993م.

#### مجلس إدارة الجزيرة
1-	الأستاذ مطلق بن عبد الله المطلق.
2-	عبد الرحمن إبراهيم أبوحيمد.
3-	عبد الرحمن بن سعد الراشد.
4-	أحمد بن محمد العبد الكريم.
5-	ناصر بن محمد بن حمود المطوع.
6-	عبد الرحمن بن محمد العليق.
7-	عبد الرحمن بن عبد العزيز المهنا.
8-	فهد بن ثنيان الثنيان.
9-	الأستاذ خالد بن حمد المالك.
10-	المهندس عبد اللطيف بن سعد العـتيق.

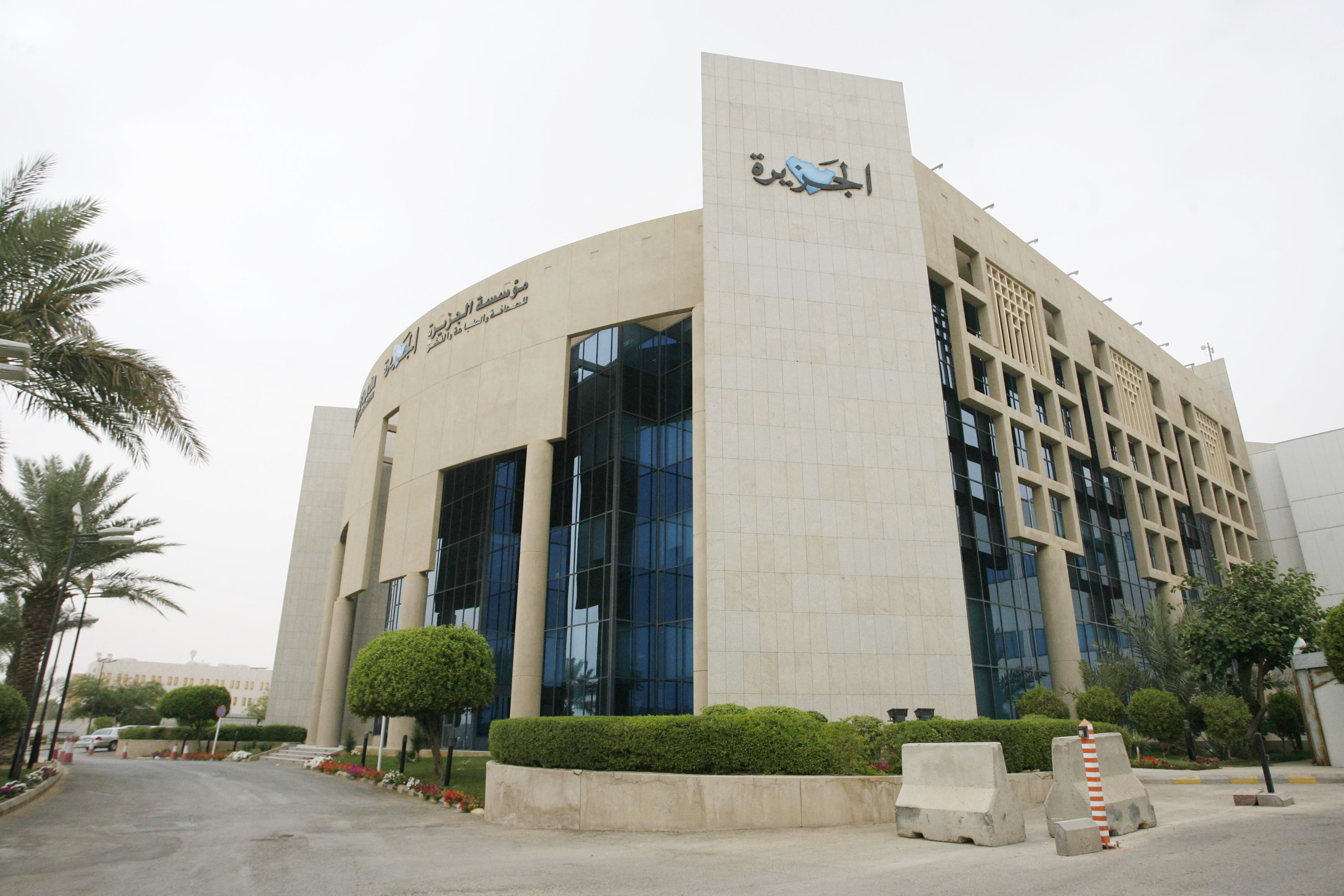
مبنى صحيفة الجزيرة من الخارج

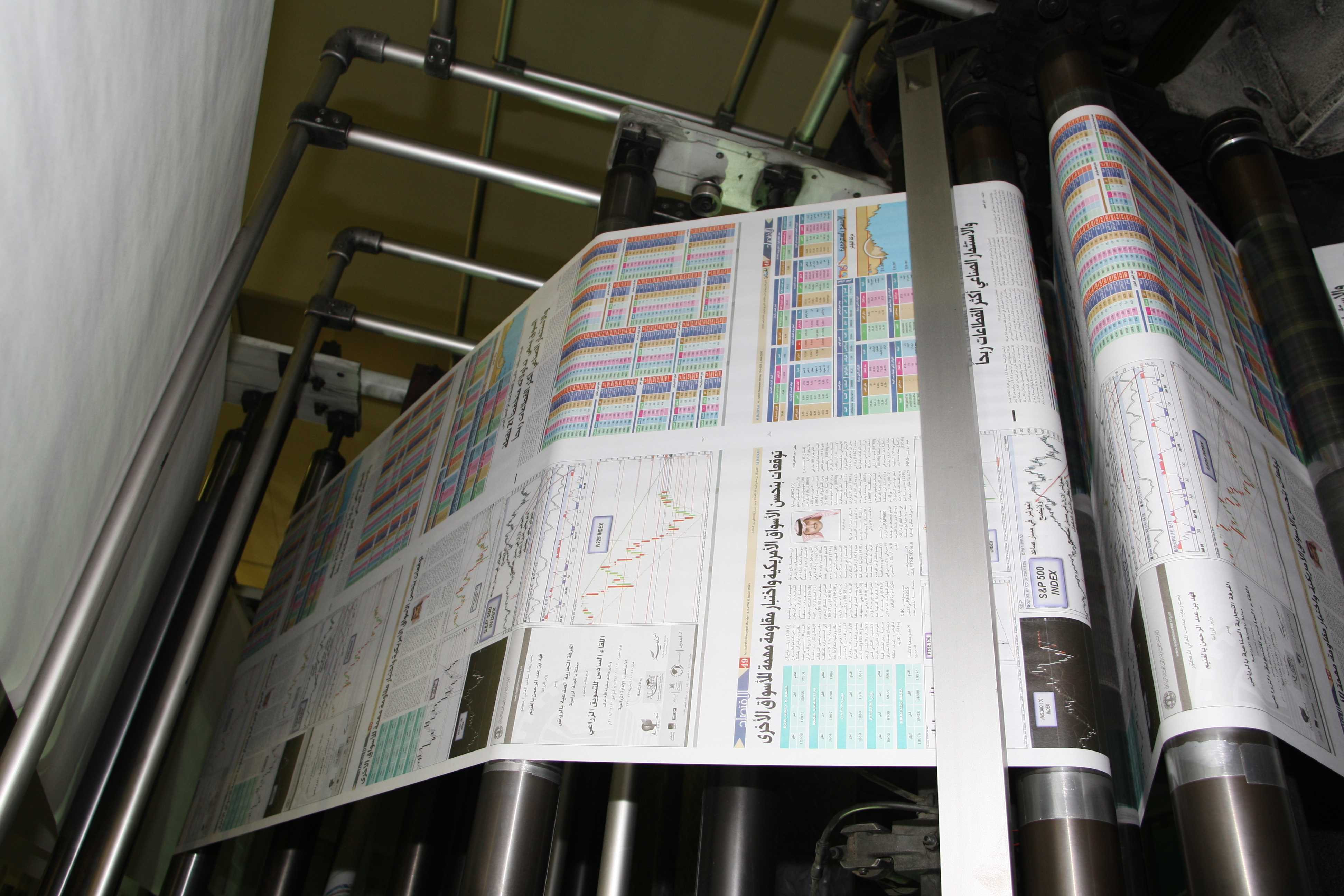
مطابع صحيفة الجزيرة

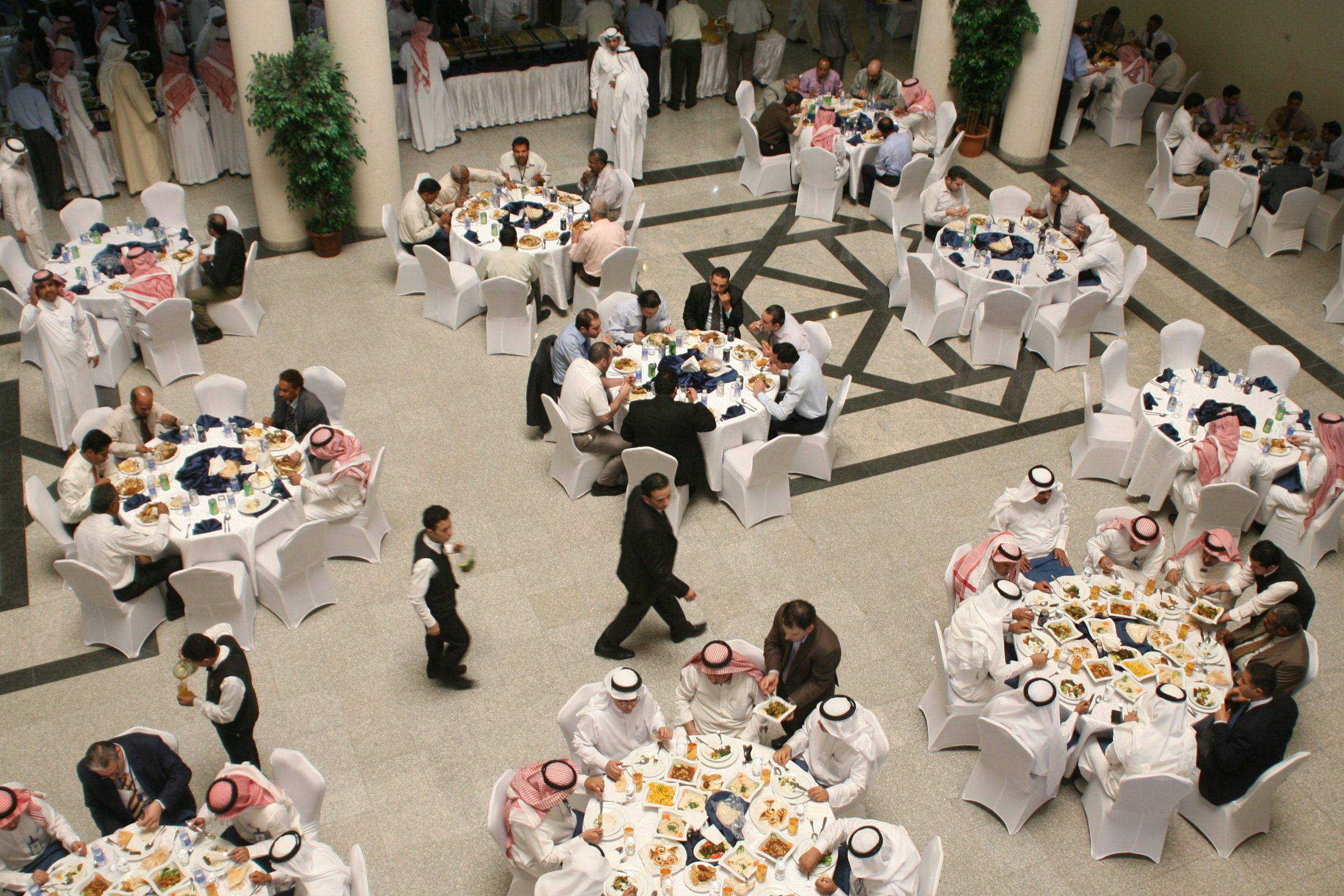
الحفل السنوي لصحيفة الجزيرة السعودية

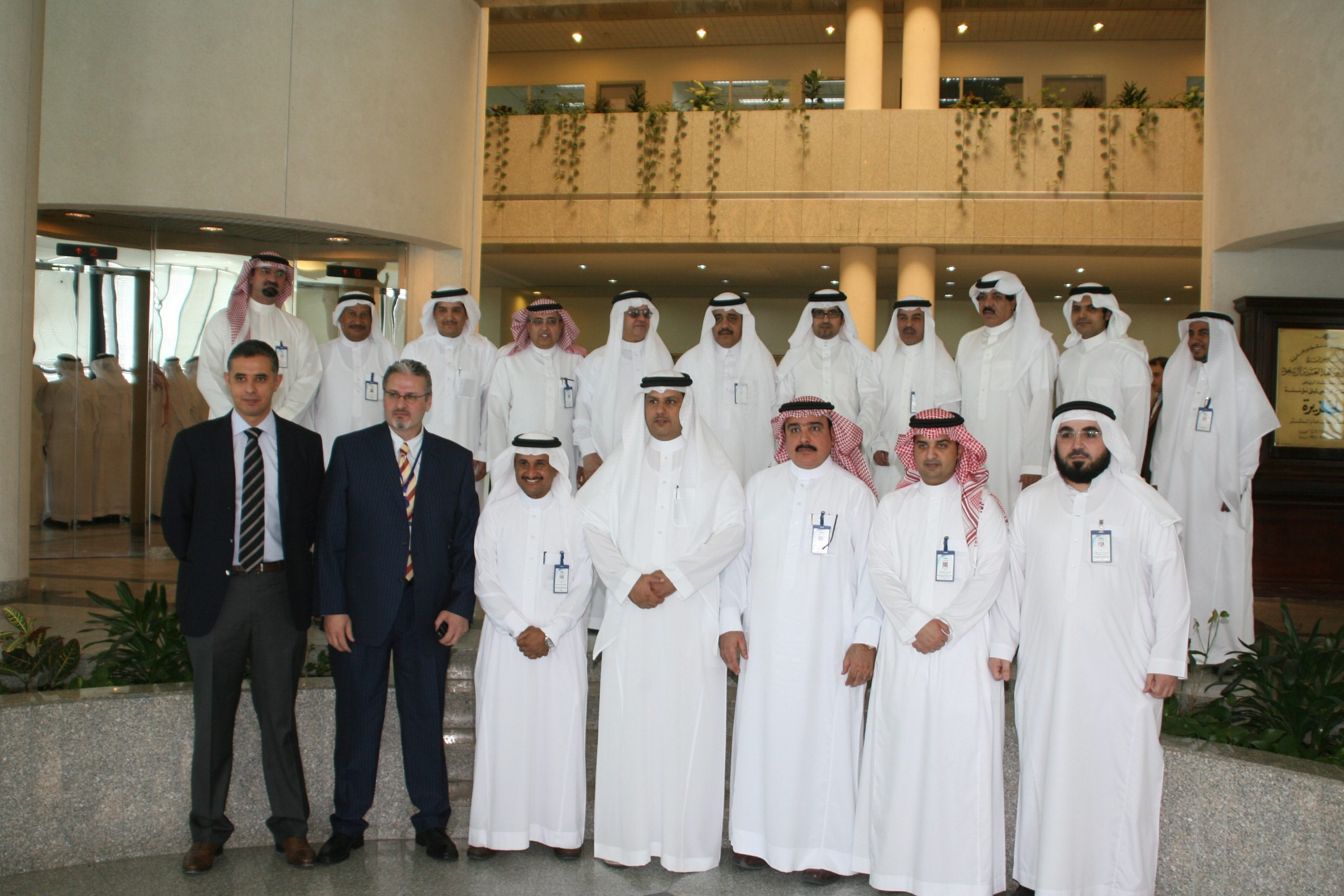
الحفل السنوي لصحيفة الجزيرة السعودية1

## الموقع
يقع مبنى جريدة الجزيرة على طريق الملك فهد
في حي الصحافة (الرياض) ويقع بالقرب من مبنى جريدة الرياض وهيئة السعوديين الصحفيين وبرج رافال.